# Anthemidinae
Anthemidinae es una subtribu perteneciente a la subfamilia Asteroideae de la familia Asteraceae.

## Descripción
Las especies de esta subtribu son hierbas anuales, perennes o arbustos. Las hojas a lo largo del tallo se disponen de forma alterna. La lámina es lobulada 1-3 pinnada. Las inflorescencias se componen de cabezas solitarias o agrupadas en corimbos. La estructura de las cabezas es típico de la familia Asteraceae: un pedículo soporta una carcasa hemisférica o cónica ob-(cono invertido), compuesto de diferentes escalas (o brácteas ) dispuestas en varias series (1 a 5) que sirven como protección para el receptáculo hemisférico o cónicp, con dos tipos de flores: las externas radiantes liguladas y las internas de disco.  Las flores femeninas son estériles, o de la periferia, mientras que las del disco son hermafroditas. La corola tiene generalmente 5 lóbulos (4 lóbulos en el género Nananthea ). Los estambres son 5 con los filamentos libres; las anteras se sueldan entre sí y formar un manguito y puede ser de tipo basifija (como en los géneros Tanacetum y Tripleurospermum ). Las frutas son  aquenios. 

## Distribución y hábitat
Las especies de este grupo están distribuidas en Europa, Asia, África y en América del Norte. 

## Géneros
La subtribu comprende 8 géneros y 415 especies:
- Anthemis L. (171 ssp.)
- Archanthemis Lo Presti & Oberpr., 2010 (4 spp)
- Cota J.Gay (40 spp.)
- Gonospermum Less. (4 spp.),
- Lugoa DC. (1 sp.)
- Nananthea DC. (1 sp.)
- Tanacetum L. (154 ssp.)
- Tripleurospermum Sch. Bip. (40 spp.)